# Paul Gellings (dichter)

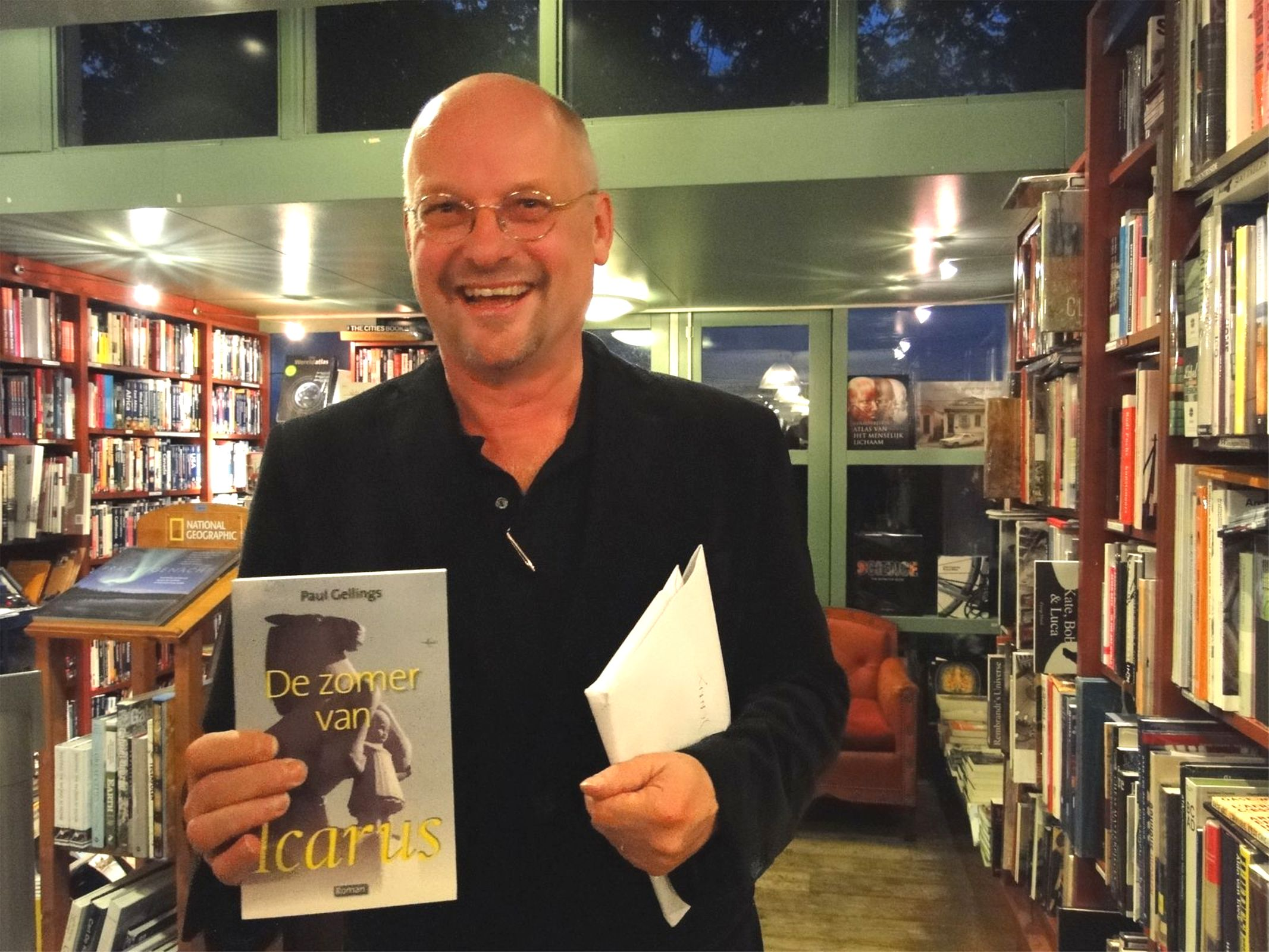
Paul Gellings tijdens de presentatie van zijn roman "De zomer van Icarus" bij boekhandel Van Rossum in Amsterdam.

Paul Johann Gellings (Amsterdam, 16 mei 1953) is een Nederlandse dichter, schrijver en vertaler.

## Leven en werk
Na de HBS te Enschede deed Gellings in 1971 staatsexamen havo. Vervolgens begon hij aan de Rijksuniversiteit Groningen aan de studie M.O. (Franse taal- en letterkunde: M.O.-A in 1974, M.O.-B in 1978). Zijn afstudeerscriptie ging over de ontwikkeling van de held in Voyage au bout de la nuit van Louis-Ferdinand Céline. Van 1978 tot 1982 was hij als wetenschappelijk ambtenaar verbonden aan het Romaans Instituut van de Rijksuniversiteit Groningen (vakgroep Frans, commissie Taalverwerving).
Van 1981 tot 1993 was hij eveneens docent Franse taal- en letterkunde aan de Noordelijke Hogeschool Leeuwarden. Sinds 1993 is hij als docent Frans werkzaam aan de Thorbecke Scholengemeenschap te Zwolle. Daarbij wijdde hij zich vanaf 1985 aan zijn doctoraalopleiding Franse letterkunde, welke hij in 1987 afsloot met een scriptie over de identiteitsproblematiek in de romans van Patrick Modiano. Naast bovengenoemde activiteiten vertaalde hij een keuze uit het werk van Rutger Kopland in het Frans en stelde daaruit twee bloemlezingen samen, die beide zijn gepubliceerd door het Parijse uitgevershuis Gallimard: Songer à partir (1986); Souvenirs de l'inconnu (1998).
Tevens maakt hij voor Gallimard leesrapporten over Nederlandstalige, literaire uitgaven. In 1999 promoveerde Gellings aan de Rijksuniversiteit Leiden op het proefschrift Le fardeau du nomade: poésie et mythe dans l'œuvre de Patrick Modiano. Sinds enige jaren verzorgt hij ook cursussen creatief schrijven (poëzie en proza) voor kinderen en volwassenen. In januari 2005 verzorgde hij een workshop over het thema 'Verdichten' aan het Conservatorium Zwolle. Hij is getrouwd en heeft twee dochters.
In de jaren 1985-1998 werkte hij intensief samen met literair café 'In de Sinnepoppen' te Zwolle, waar hij veelvuldig betrokken was bij voorleesavonden en andere evenementen. Op uitnodiging van onder meer 'Schrijvers School Samenleving' is hij actief op het gebied van voordrachten en poëziebijeenkomsten. Gellings publiceert regelmatig poëzie, novellen, artikelen in literaire tijdschriften als Hollands Maandblad, De Gids, Bzzletin en Tirade. Daarnaast is hij werkzaam als literatuurrecensent bij De Stentor en het Nieuw Israëlietisch Weekblad. Gebloemleesd werk onder meer in Meulenhoffs Dagkalender en 'De dikke Komrij'.
In 2003 heeft Gellings, samen met Jos Wiersema, de website Zuidelijke Wandelweg in het leven geroepen. De website is gebaseerd op de roman Zuidelijke Wandelweg en gaat over de Amsterdamse Rivierenbuurt.
In april 2005 werd Gellings voor een periode van twee jaar benoemd tot eerste stadsdichter van Zwolle. Hij haalde bijna de helft van het totale aantal stemmen. 
In hetzelfde jaar kwam Gellings uit voor GroenLinks in de gemeenteraadsverkiezingen in Zwolle. Hij werd niet gekozen, en daarmee kwam zijn politieke loopbaan tot een voorlopig einde.
In 2009 scheef hij zijn vierde roman Manchester, een spannende novelle in opdracht van Beter Wonen Vechtdal. "De moord gepleegd in het Vechtdal moest opgelost worden in Engeland."
De zomer van Icarus werd in oktober 2010 gepresenteerd. De vijfde roman van Gellings kan gezien worden als het vervolg op de roman Zuidelijke Wandelweg (2003). In 2011 schreef Gellings zijn zesde roman Verbrande Schepen. 
In februari 2012 is Paul Gellings door het Franse ministerie van Cultuur benoemd tot Chevalier dans l'Ordre des Palmes Académiques (Ridder in de Orde der Academische Palmen). Hij heeft zijn ridderorde te danken aan de wijze waarop hij al bijna veertig jaar de Franse taal en cultuur voor het voetlicht brengt. 

## Familie
Paul Gellings is de zoon van Paul Johann Gellings (1927-2018) en een kleinzoon van Karl Gellings (1892-1959).